# Schwertbrüderorden

Schild des Schwertbrüderordens

Der Schwertbrüderorden (lateinisch Fratres miliciae Christi de Livonia, deutsch „Brüder der Ritterschaft Christi von Livland“) war ein geistlicher Ritterorden. Er wurde 1202 durch Theoderich von Treiden auf Initiative des Bischofs Albert I. von Riga zur Missionierung von Livland (lettisch Vidzeme) gegründet. Als erster geistlicher Ritterorden schuf er sich ein eigenes Herrschaftsterritorium – noch vor dem Deutschen Orden. Nach anfänglichen Erfolgen in den ersten Jahrzehnten des 13. Jahrhunderts wurde der Orden im Jahre 1237 nach der schweren Niederlage bei Schaulen gegen die Litauer mitsamt seinen verbliebenen Mitgliedern in den Deutschen Orden eingegliedert.

## Geschichte

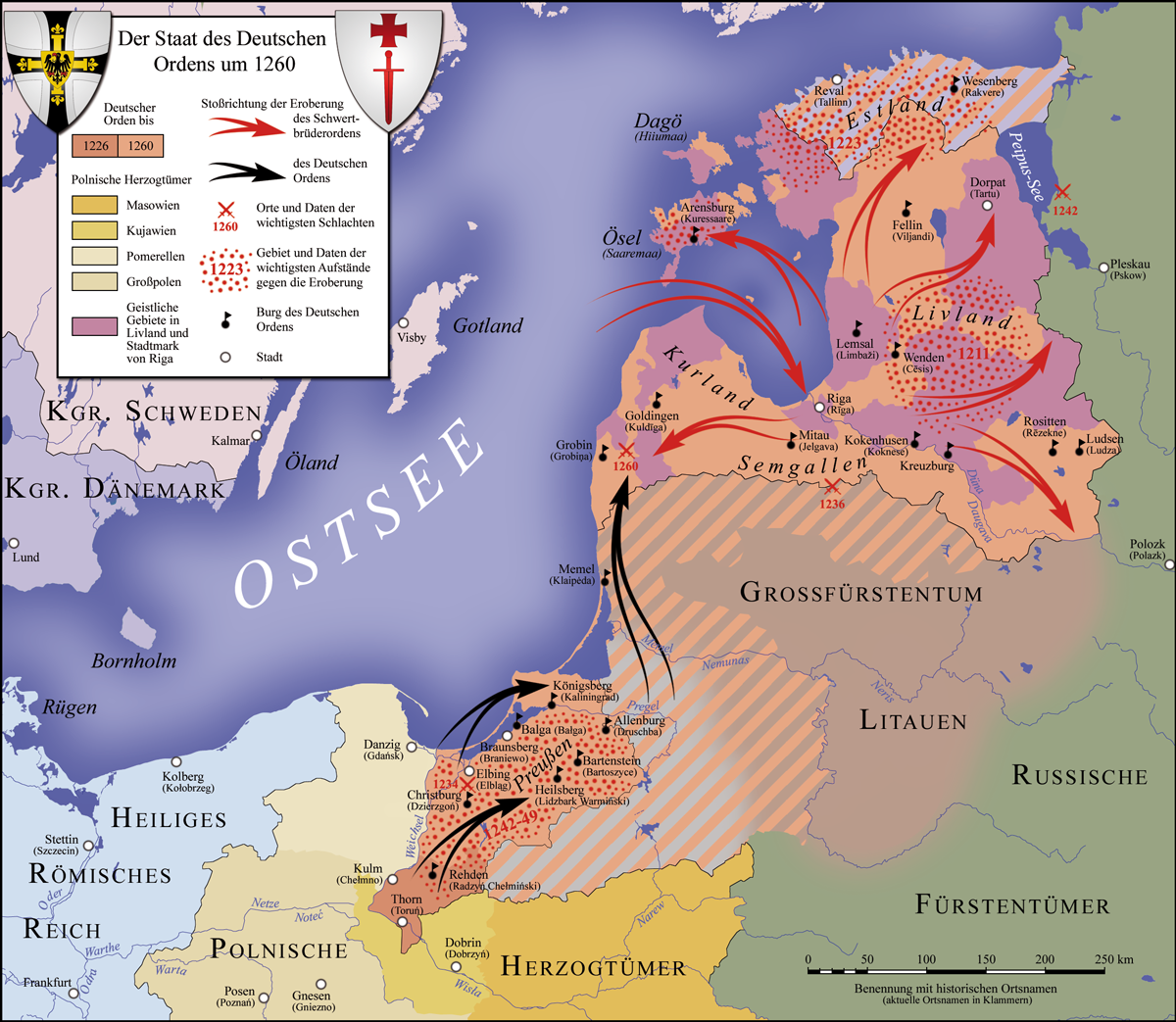
Eroberungen des Schwertbrüderordens und Deutschen Ordens

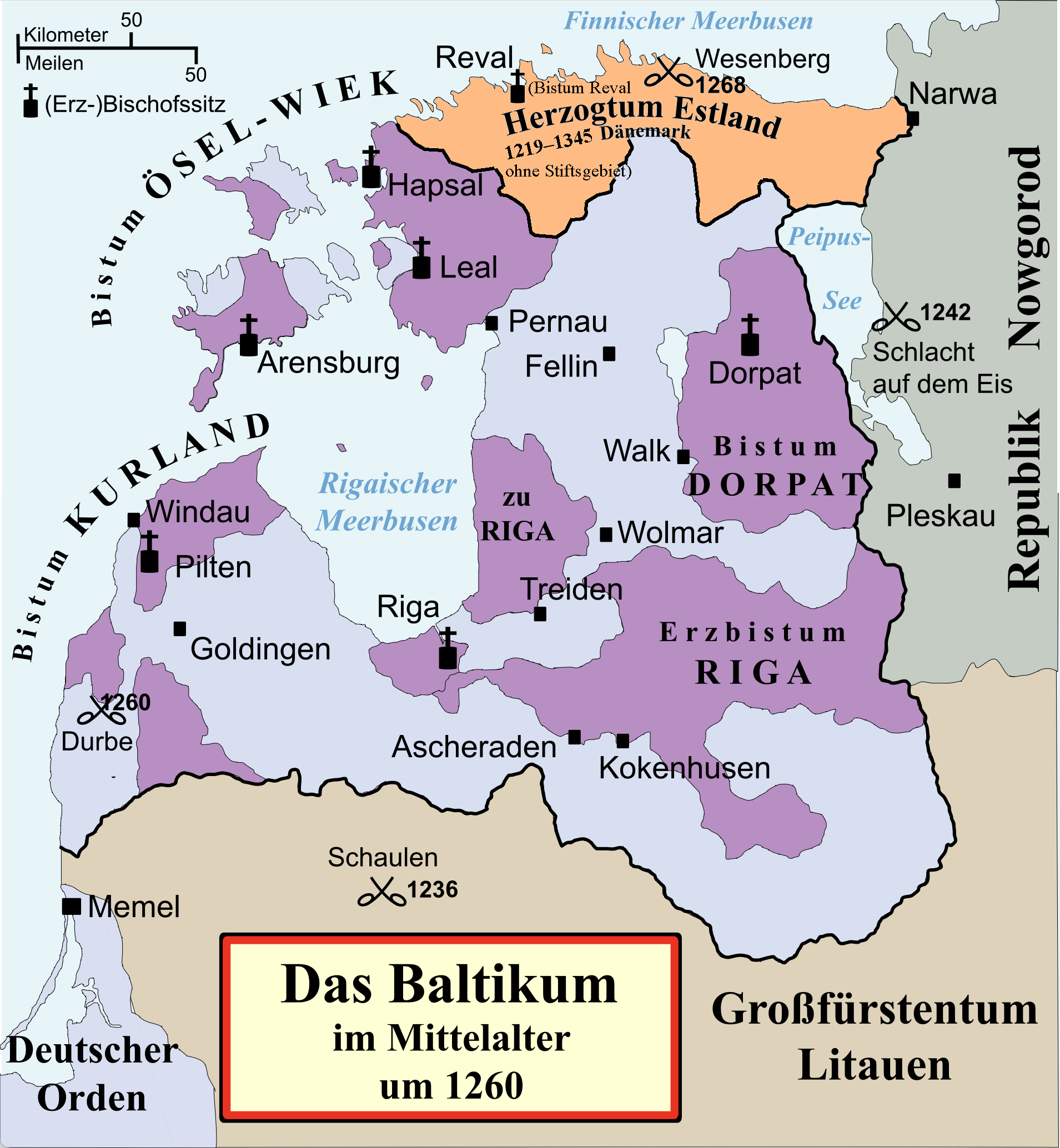
Besitz des Schwertbrüderordens bzw. Deutschen Ordens (in Preußen)
Geistlicher Besitz

Siegel des Schwertbrüderordens

Papst Innozenz III. bestätigte 1204 den Schwertbrüderorden und verpflichtete dessen Meister zum Gehorsam gegenüber dem Bischof von Riga (später Erzbischof). 1215 nahmen die Schwertbrüder Dorpat ein, 1227 folgte die estnische Insel Ösel.
Der Orden war der jüngeren Templerregel verpflichtet; seine Mitglieder lebten also nach den Evangelischen Räten, d. h., sie mussten in Armut leben, sich in Keuschheit üben und waren zum Gehorsam gegenüber dem Ordensmeister verpflichtet. Der Orden unterschied seine Mitglieder in drei Klassen, nämlich Ritter, Priester und dienende Brüder. Die Ritter trugen einen weißen Mantel über weißem Waffenrock mit dem Zeichen des Ordens, einem roten Schwertkreuz, woraus sich auch die Bezeichnung „Schwertbrüder“ ergibt. Priesterbrüder trugen eine weiße Kutte, dienende Brüder schwarze oder braune Kleidung jeweils ebenfalls mit dem Zeichen des Ordens.
Der erste Herrenmeister des Schwertordens war von 1202 bis 1209 Vinno von Rohrbach, ansässig in der Ordensburg Wenden zu Livland, ihre ersten Ordensburg außerhalb von Riga. Sein Nachfolger wurde Volquin Schenk von Winterstedt, er starb am 21. September 1236. Schnell eroberte der Schwertbrüderorden ganz Livland und Estland. Entgegen der päpstlichen Auflage machte sich der Orden jedoch bald vom Bischof unabhängig. Noch dem Bischof untergeordnet, begannen sie zur Stärkung ihrer Position bald mit dem Erwerb von Herrschaftsrechten. 1207 trat ihnen Bischof Albert ein Drittel seines Territoriums ab. Auch in den Bistümern Dorpat, Ösel-Wiek und Kurland erhielten sie Anteile, in Kurland sogar zwei Drittel des Territoriums.
Die zunehmende Rivalität zwischen Bischof Albert und dem Orden mündete 1210 in einen Schiedsspruch des Papstes, der dem Orden allerdings noch weitergehende Rechte zugestand. Das von den Schwertbrüdern eroberte Land wurde in drei Herrschaftsbereiche unterteilt:
1. Gebiete, die dem Bischof unterstanden (vor allem nordöstlich und südlich von Riga)
2. Gebiete, die dem Orden unterstanden (vor allem bei Wenden und an den Grenzen im Osten und im Süden)
3. Gebiete unter der gemeinsamen Regierung von Orden und Bischof (unter anderem bei Koknese)

Kurland wurde unter dem Bischof von Riga, dem Schwertbrüderorden und der Stadt Riga aufgeteilt.
Um 1230/31 begannen die Schwertbrüder Verhandlungen mit dem Deutschen Orden über eine Zusammenarbeit, um ihre Position zu stärken. Sie erstrebten eine Vereinigung mit dem mächtigeren Deutschen Orden.
Ein gegen den Bischof geschlossenes Bündnis mit König Waldemar II. von Dänemark verkehrte sich im Konflikt um Reval, das heutige Tallinn, zum Nachteil des Ordens. Die Anerkennung der dänischen Ansprüche durch Gregor IX. im Jahr 1236 beschleunigte den schleichenden Niedergang des Ordens. Den Endpunkt setzte eine vernichtende Niederlage in der Schlacht von Schaulen 1236, die entweder im heute litauischen Šiauliai (deutsch Schaulen, lett. Saule) oder im lettischen Vecsaule stattfand. Sowohl Herrenmeister als auch die „Gebietiger“ sowie ein Großteil kampffähiger Ritter und Gefolgsleute fielen. Die Litauer stießen indes weiter vor und bedrohten Riga. Angesichts dieser Entwicklung blieb nur noch ein Ausweg: Die verbliebenen Schwertbrüder wurden 1237 laut päpstlichem Schiedsspruch in der Viterber Union oder Union von Viterbo mit dem Deutschen Orden vereinigt. Ihr Besitz wurde auf den Deutschen Orden bei Wahrung eigener livländischer Verwaltung übertragen.:94
Der ehemalige Schwertritterorden behielt als „Livländischer Ordenszweig“ innerhalb des Deutschen Ordens eine gewisse Selbstständigkeit. Die Organisation wurde im Wesentlichen beibehalten, das Amt des Herrenmeisters wurde zum Landmeister in Livland umgebildet. Das schwarze Kreuz der Deutschritter ersetzte das rote Kreuz mit rotem Schwert auf dem weißen Ordensmantel. Wappen und Siegel wurden geändert.

Das Siegel des Landmeisters des Deutschen Ordens in Livland

## Der Schwertbrüderorden als Namensgeber
Eine sich als „Livländer Orden der Schwertbrüder“ bezeichnende Organisation wurde von Josef Pongratz (Josephus von Schwarzenberg) 1956 in Rosenheim neu gegründet. Mehr als ein ideeller Bezug zum Schwertbrüderorden besteht nicht. Niederlassungen der Organisation in unterschiedlichen Ausprägungen bestehen heute in Deutschland, Frankreich, den Niederlanden, Österreich, Amerika und Südafrika.